# Amyema vernicosa
Amyema vernicosa är en tvåhjärtbladig växtart som beskrevs av B.A. Barlow. Amyema vernicosa ingår i släktet Amyema och familjen Loranthaceae. Inga underarter finns listade i Catalogue of Life.